# Dracula terborchii
Dracula terborchii är en orkidéart som beskrevs av Carlyle August Luer och Alexander Charles Hirtz. Dracula terborchii ingår i släktet Dracula och familjen orkidéer.
Artens utbredningsområde är Ecuador. Inga underarter finns listade i Catalogue of Life.